# 穆罕默德·巴雷凯·汗
穆罕默德·巴雷凯·汗(1260年－1280年)，又名阿爾-薩伊迪·巴雷凯，埃及馬木路克王朝伯海里王朝的蘇丹，1277-1279年在位，他的父親是拜巴爾一世。
薩伊迪生於開羅，他很順利在父親逝世後繼承王位並著手限制父親政府中埃米爾的權力。一名父親的副手在可疑的情況下逝世，而其他的大多在囚禁後才釋放。薩伊迪則提升自己的馬穆魯克親信。他派出兩位最強的欽察將領嘉拉温和巴爾薩里於1279年襲擊奇里乞亚亞美尼亞王國和卡拉特羅姆王國。而薩伊迪則計劃逮捕他們，但另一個埃米爾庫文杜克則把計劃告知他們，兩人回來後，薩伊迪被逼退位由7歲的弟弟蘇拉迷失繼位。
他被流配到約旦卡拉克的城堡，並於1280年在那里逝世。